# Epeiroides
Epeiroides bahiensis es una especie de araña araneomorfa de la familia Araneidae. Es el único miembro del género monotípico Epeiroides. Es originaria de Brasil, Guyana, Venezuela, Perú, Ecuador, Colombia y Costa Rica.